# Motif (art)
Pour les articles homonymes, voir motif.
Un motif est, dans le domaine artistique, une forme esthétique à répétitions.

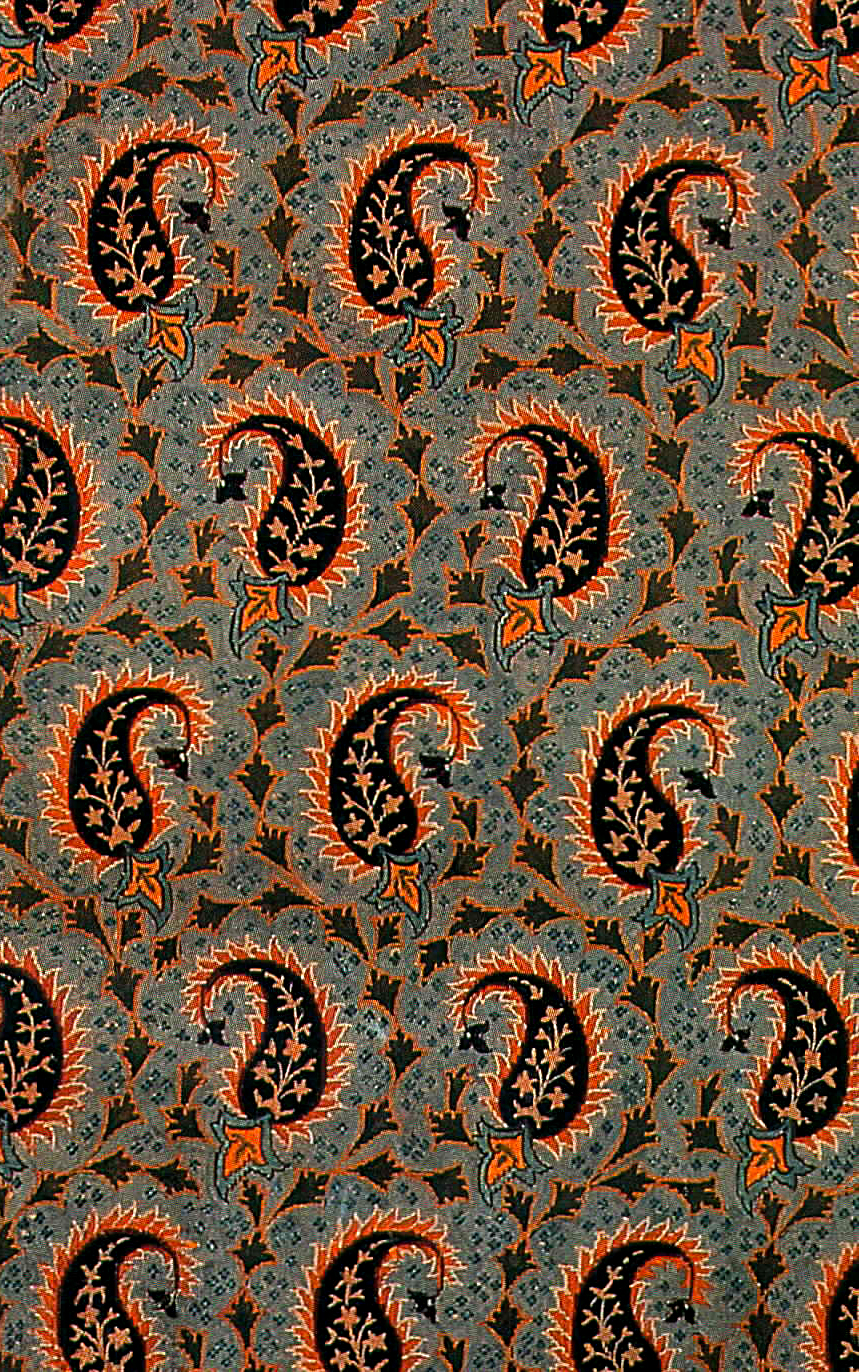
paisley.
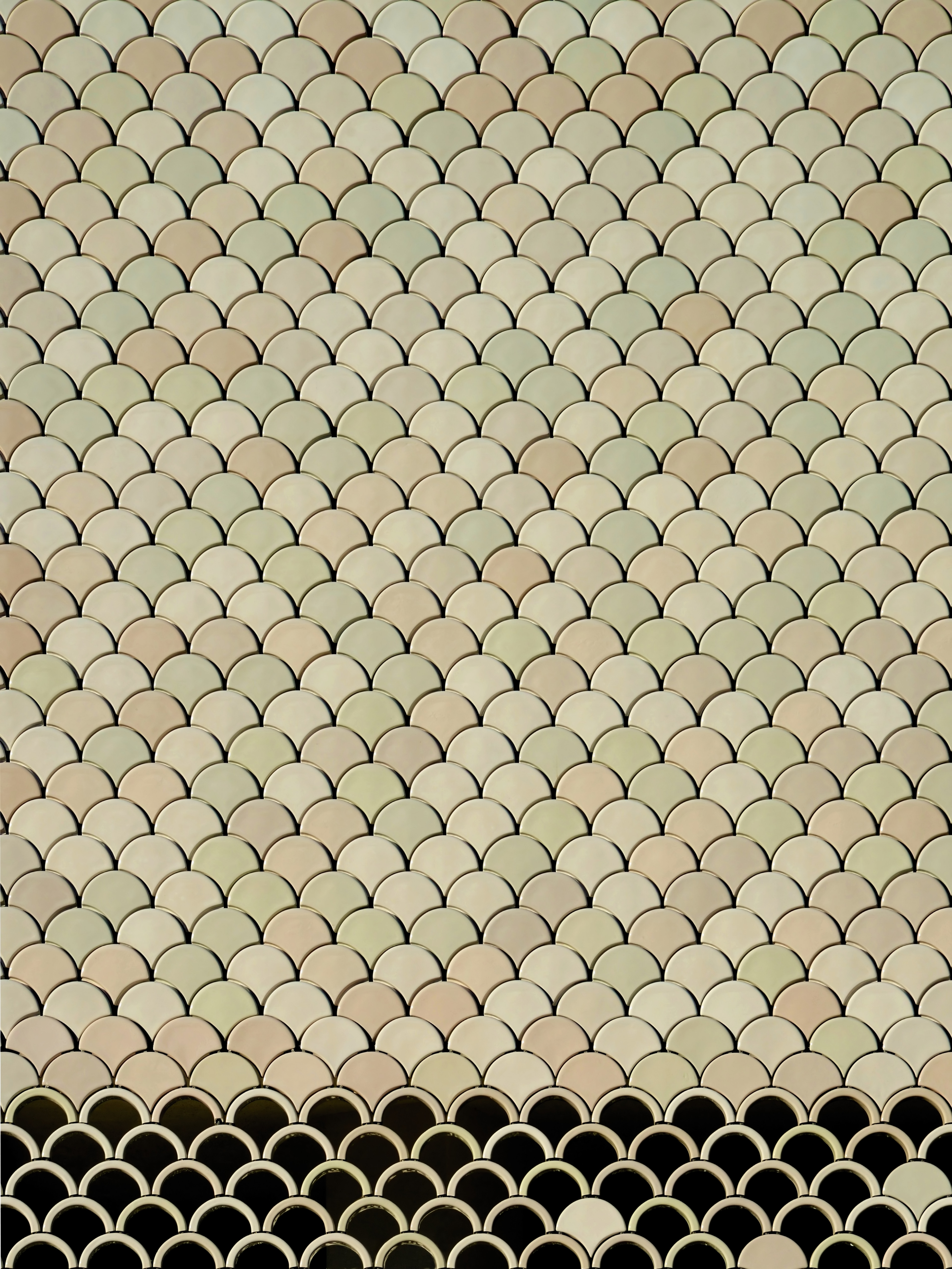
Sur un immeuble dans le Parque das Nações à Lisbonne.

Exemples de motifs :
- rinceau
- entrelacs
- arabesque ;
- Damier ;
- frise ;
- fractale ;
- motif de kaléidoscope ;
- pois ;
- rayure ;
- moucheté.